# Cacciata dei diavoli da Arezzo
La Cacciata dei diavoli da Arezzo è la decima delle ventotto scene del ciclo di affreschi delle Storie di san Francesco della Basilica superiore di San Francesco d'Assisi, attribuiti a Giotto. Fu dipinta verosimilmente tra il 1295 e il 1299 e misura 230x270 cm.

## Descrizione e stile
L'episodio appartiene alla serie della Legenda maior (VI,9) di Francesco d'Assisi: «Quando il beato Francesco vide sopra la città di Arezzo i demoni esultanti e al suo compagno disse: “Va', e in nome di Dio scaccia i diavoli, così come dal Signore stesso ti è stato ordinato, gridando da fuori della porta”; e come quello obbedendo gridò, i demoni fuggirono e subito pace fu fatta».
A sinistra è rappresentata una grande cattedrale gotica in tutta la sua possanza architettonica. Oltre le mura della città sporgono le torri, costruite con colori chiari come cubi incastrati l'uno nell'altro, secondo una "prospettiva" intuitiva e non geometricamente allineata. Ricca è la descrizione dei dettagli architettonici, quali balconi, merli, altane, marcapiano e intarsi. A un terrazzo è appesa una campanella con una corda. In cima una torre, appesa a un'impalcatura lignea sta una grande campana, mentre su quella più alta, appena più a destra, si trova un ballatoio ligneo e un argano con appeso un uncino, usato per tirare su carichi di merci e materiali edilizi. Tre figure di passanti si intravedono affacciarsi dalle porte cittadine.
In alto, i diavoli scappano cacciati dal confratello, su ordine di Francesco, che è inginocchiato dietro di lui. Nella raffigurazione dei demoni, dalle ali di pipistrello, furono usati tratti legati all'immaginario popolare, non privi di componenti patetiche o burlesche. Da un punto di vista simbolico essi rappresentano le discordie che sfociavano nelle tante guerriglie urbane nell'Italia comunale. Visivamente appaiono contrapposti il mondo spirituale, sottolineato dalla cattedrale, di Francesco del suo compagno, e quello profano della veduta cittadina. Secondo gli studi di Bruno Zanardi e Federico Zeri, i volti dei protagonisti sono da riferire al cosiddetto "secondo capobottega", che essi indicano in Pietro Cavallini e un altro maestro romano anonimo.